# Língua chagatai

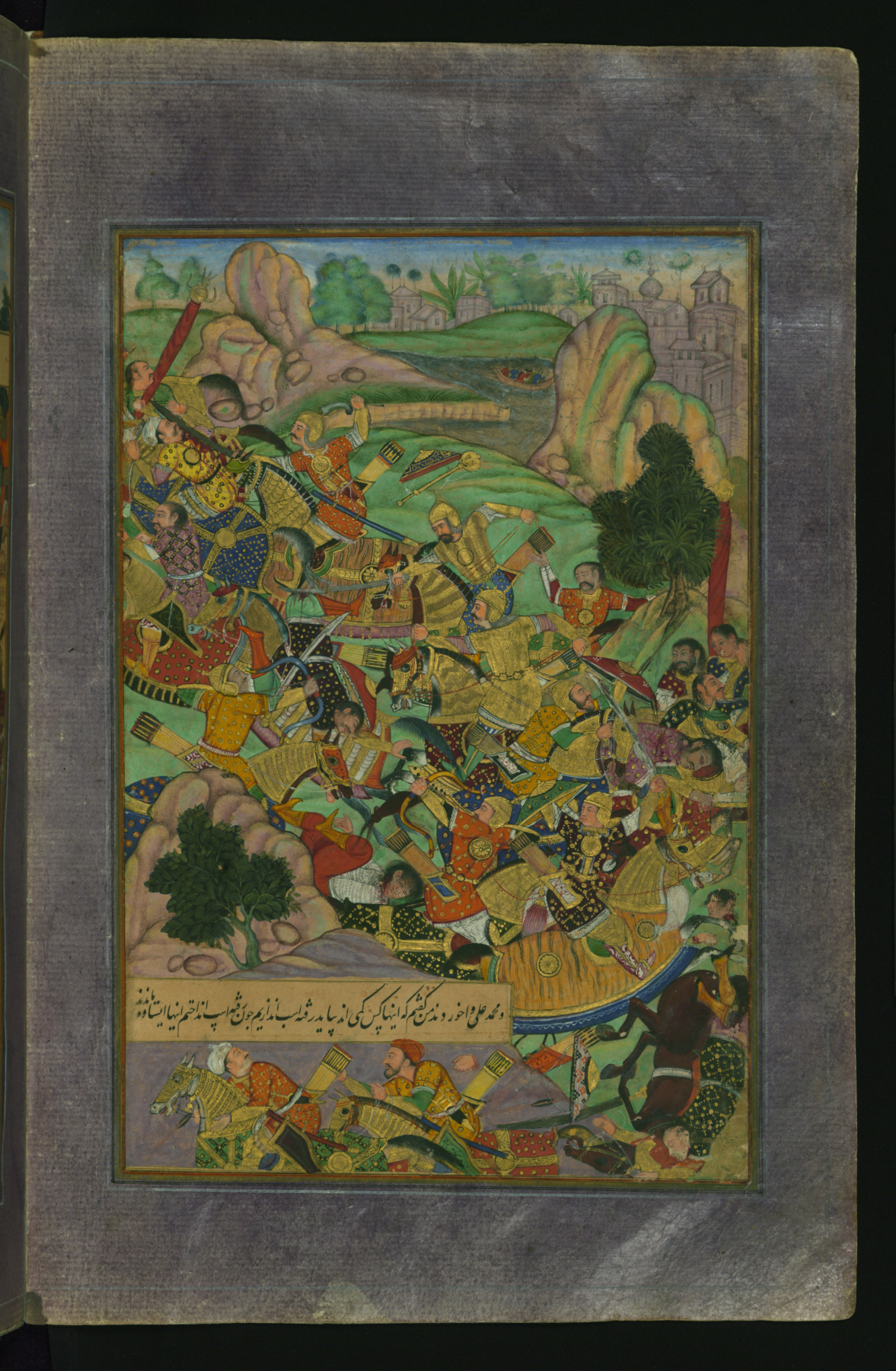
Quadro

Chagatai (جغتای Jağatāy) é uma língua extinta da família das línguas turcomanas que já foi muito falada entre os séculos XV e XX (início) na Ásia Central e permaneceu com língua literária compartilhada até o início do século passado. Foi também falada pelos primeiros governantes do Império Mogol no Subcontinente Indiano, onde influenciou o desenvolvimento da língua hindustâni. Ali Xir Navai foi o maior representante de sua rica literatura.
Como parte da preparação para o estabelecimento de 1924 da República Socialista Soviética do Uzbequistão, o Chagatai foi renomeado oficialmente "Velho Usbeque", o que Edward A. Allworth argumentou que "distorceu gravemente a história literária da região" e foi usado para dar a autores como aquele do século XV, Ali Xir Navai,  uma identidade uzbeque. Também foi chamado de "Sart". Na China já foi referido como "antigo uigur".

## Escritas
A língua Chagatai usava um forma própria da escrita Árabe, derivada das escritas caracânida e corásmia, antigas línguas literárias do Turcomeno Médio.

## Etimologia
A palavra "Chagatai" refere-se ao Canato Chagatai (1225 -1680), um império descendente do Império Mongol deixado para o segundo filho de Gengis Cã, Chagatai Cã. Muitos dos Chagatais Turcos e Tártaros, que eram falantes dessa língua, reivindicaram ser descendentes de Chagatai Cã.

## História
A língua Chagatai pertence ao ramo carluque das línguas turcomanas, sendo descendente da antiga língua turcomana que serviu como língua franca na Ásia Central, com uma infusão forte de palavras e tipos de frases do árabe e da língua persa. A sua forma literária baseava-se em duas línguas literárias anteriores: caracânida e corásmia. Pode ser dividido em três períodos:
1. Pre-Clássico Chagatai (1400-1465)
2. Clássico Chagatai (1465-1600)
3. Post-Clássico Chagatai (1600-1921)

O primeiro período é uma fase de transição caracterizada pela retenção de formas arcaicas; A segunda fase começa com a publicação do primeiro divã de Ali Xir Navai, sendo o ponto alto da literatura Chagatai, seguida pela terceira fase, caracterizada por dois desenvolvimentos bifurcados. Uma delas é a preservação da linguagem Chagatai clássica de Navai, a outra tendência é a crescente influência dos dialetos das línguas localmente faladas.
A língua de Chagatai Turcomana viveu seu apogeu sob a dinastia de Timurid. Chagatai permaneceu a linguagem literária universal da Ásia Central até as reformas soviéticas do início do século XX. Teve uma influência marcante sobre o desenvolvimento da língua hindustâni.

## Influência em línguas turcomanas
Língua uzbeque (Uzbequistão) e a Uigur são as duas línguas modernas mais relacionadas com Chagatai. Os uzbeques consideram Chagatai como a origem de sua própria língua e reivindicam a literatura de Chagatai como sua própria. Em 1921 no Uzbequistão, então uma parte da União Soviética, o Chagatai foi substituído por uma língua literária baseada em um dialeto uzbeque local. Os chamados Berendei, um povo turco nômade do século XII, possivelmente relacionado com os Cumans, parecem ter falado Chagatai.
Ethnologue registra o uso da palavra "Chagatai" no Afeganistão para descrever o dialeto "Tekke" da língua turcomena. Até, e incluindo, o século XVIII, Chagatai era a língua literária principal no Turcomenistão como em outras partes da [[Ásia central]. Embora tenha alguma influência sobre o turcomano, as duas línguas pertencem a diferentes ramos da família da língua turcomena.

## Literatura
O mais famoso dos poetas de Chagatai é Ali Xir Navai, que  entre outras suas obras escreveu "Muhakamat al-Lughatayn", uma comparação detalhada das línguas Chagatai e Persa, em que ele argumentou pela superioridade da primeira. Sua fama é atestada pelo fato de que Chagatai é às vezes chamado de "linguagem Navai". Entre as obras de prosa, a biografia de Timur é escrita em Chagatai Turcomano, como é o famoso Baburnama (ou Tuska Babure) de Babur, o fundador de Timurid do Império mogol.
Trabalhos importantes continuaram a ser escritos na linguagem Chagatai no início do século XX. Entre eles estão Tārīkh-i amniyya (terminado em 1903) e sua versão revisada Tārīkh-i ḥamīdi (concluída em 1908), representando as melhores fontes da Revolta de Dungan (1862-77) em Xinjiang.
Os seguintes são livros escritos na língua de Chagatai por nativos e por ocidentais:

- Muḥammad Mahdī Khān, Sanglakh.
- Abel Pavet de Courteille, Dictionnaire turk-oriental (1870).
- Ármin Vámbéry]] 1832-1913, Ćagataische sprachstudien, enthaltend grammatikalischen umriss, chrestomathie, und wörterbuch der ćagataischen sprache; (1867).
- Sheykh Suleyman Efendi, Čagataj-Osmanisches Wörterbuch: Verkürzte und mit deutscher Übersetzung versehene Ausgabe (1902).
- Sheykh Süleymān Efendi, Lughat-ï chaghatay ve turkī-yi 'othmānī.
- Mirza Muhammad Mehdi Khan Astarabadi, Mabaniul Lughat: Yani Sarf o Nahv e Lughat e Chughatai.[15]
- Abel Pavet de Courteille, Mirâdj-nâmeh : récit de l'ascension de Mahomet au ciel, composé a.h. 840 (1436/1437), texte turk-oriental, publié pour la première fois d'après le manuscript ouïgour de la Bibliothèque nationale et traduit en français, avec une préf. analytique et historique, des notes, et des extraits du Makhzeni Mir Haïder.[16]

A Dinastia Qing Dicionários comissionados nas línguas principais de China que incluíram Chagatai Turki, tal como o dicionário Pentaglot.
A literatura Chagatai ainda é estudada na Turquia moderna e considerada como parte da herança turca.